# Вибух на шахті у Воркуті
Вибух на шахті «Північна» у Воркуті — аварія, що сталася між 25 лютого і 29 лютого 2016 року у вугільній шахті неподалік від міста Воркута в Республіці Комі, Російська Федерація. Відбулися серії вибухів, імовірно викликаних загорянням метану, що стало причиною загибелі 36 осіб, в тому числі 31 шахтаря і п'яти рятувальників. Це найсмертоносніша аварія в гірничодобувній промисловості Росії з 2010 року, коли на шахті «Распадська» загинула 91 людина.

## Місце аварії
Воркута розташована в Тимано-Печорському басейні, області Росії, багатої вугіллям. Вугілля там видобувається з часів ГУЛАГу (1930-х років). Шахта «Північна», неподалік від Воркути, перебуває у віданні ВАТ «Воркутауголь», дочірнього підприємства ВАТ «Северсталь». На 2015 рік, рудник був одним з найбільших виробників для «Воркутауголь», на ньому добувалося 2,9 млн тонн вугілля, що становило 27 % всього вугільного виробництва «Воркутауголь».

## Хронологія
25 лютого 2016 року сталися два вибухи в шахті, які призвели до часткового обвалення на шахті і загибелі чотирьох гірників. Ще 26 шахтарів опинилися в пастці; 81 людина була успішно евакуйована з незначними травмами. Вибухи сталися на глибині близько 780 метрів у денний час із проміжком близько години, ймовірно, внаслідок займання скупчення метану. Рятувальна операція була розпочата оперативно, до неї були залучені не менше 500 осіб. Несприятливими для рятувальників факторами стали віддалене розташування шахти в межах Північного полярного кола, наявність залишків метану в шахті, що могло призвести до нових вибухів, відсутність зв'язку з постраждалими гірниками.
Вранці 28 лютого стався третій вибух, імовірно, знову через метан, який спричинив нові руйнування. П'ять рятувальників і ще один гірник, які намагалися дістатися до заблокованих шахтарів, загинули. Через близькість вибуху до місця, де, імовірно, перебували заблоковані люди, траєкторії полум'я і високої концентрації окису вуглецю в шахтному повітрі, голова МНС Росії Володимир Пучков прийшов до висновку, що всі вони також загинули під час третього вибуху. Кілька людей, що брали участь у рятувальній операції на поверхні, дістали поранення. Рятувальна операція була припинена, через ймовірну загибель потерпілих. Були зроблені спроби гасіння пожежі шляхом перекриття доступу кисню і часткового затоплення рудника.
28 лютого, о 22:24 за місцевим часом, стався четвертий вибух, більш потужний, ніж третій, у момент якого біля шахти нікого не було.

## Реакція
- Віце-прем'єр Росії Аркадій Дворкович відвідав місце трагедії після вибухів 28 лютого і повідомив, що вже зроблені попередні висновки про причини вибухів, проте жодних офіційних заяв зроблено не було[3].
- Дворкович назвав вибух страшною трагедією для Росії і для їхньої вугільної промисловості[9].
- За фактом аварії і загибелі шахтарів порушено кримінальну справу, через порушення норм безпеки[4].
- За словами дочки одного з шахтарів, гірникам пропонували закривати або закопувати газові детектори, в разі сигналу про високий рівень концентрації метану[2].
- За даними російського інформаційного агентства ТАСС, усіх загиблих і поранених рятувальників буде відзначено державними нагородами[7]. Похорон відбувся 29 лютого, в Комі оголошений триденний траур за загиблими[8].